# برتیئریت
برتیئریت (به انگلیسی: Berthierite) با فرمول شیمیایی FeSb2S4 از مجموعه کانی هاست و دارای قابلیت هدایت خوب الکتریسیته - با آب شسته و تمیز می‌شود- کانیهای مشابه آن استیبین و جمسونیت است که با عکس العملهای شیمیایی و اشعه X قابل تفکیک‌اند. از نام شیمیست فرانسوی P.Berthier گرفته شده‌است. در شعله ذوب می‌شود و در اسید نیتریک محلول است - با آب شسته و تمیز می‌شود. Fe:۱۳٫۰۶٪ Sb:۵۶٫۹۵٪ S:۲۹٫۹۹٪ با انکلوزیون‌های Ag,Cu,Pb برای اولین بار در فرانسه (Auvergne) کشف شد و از نظر شکل بلور: منشوری - آسیکولار، رنگ: خاکستری فولادی تیره متمایل به قهوه‌ای - اغلب دارای پوشش قوس و قزحی، شفافیت: کدر(اپاک)، جلا: فلزی، رخ: خوب - در جهت آلونژمان کانی (طویل شدگی)، سیستم تبلور: ارترومبیک و در رده‌بندی سولفور است و منشأ تشکیل آن هیدروترمال است.
همایند کانی‌شناسی (پارانژ) آن استی بین - جمسونیت- استیبین- تترائدریت- آرسنوپیریت است
، از نظر ژیزمان بلوری - دانه‌ای - پودر تقریباً کمیاب ; آلمان شرقی، فرانسه، چک و اسلواکی، رومانی (سوزنهای آن تا ۱۵ سانتی متر)، ژاپن، شیلی و بولیوی یافت می‌شود.